# 沖田神社
沖田神社（おきたじんじゃ）は、岡山県岡山市中区にある神社。岡山市の干拓地総鎮守。旧社格は県社。

## 祭神
主祭神
- 天照大御神（あまてらすおおみかみ）
- 素戔嗚尊（すさのおのみこと）
- 軻遇槌命（かぐつちのみこと）
- 倉稲魂命（うがのみこと）
- 句句廼智命（くくぬちのみこと）
- おきた姫

元禄5年（1692年）沖新田の堤防工事の際、最後の潮止め工事が困難を極めた。このため「きた」という若い女性が人柱として、龍神に捧げられたという伝説があるが、史実かどうかは不明である。沖田神社の本殿下に五輪塔と祠があり、人柱となった女性を祀ったものではないかという説もある。「きた」は干拓地の鎮守神「おきた姫」として当神社の祭神となった。

## 歴史
元禄7年（1694年）岡山市南部の沖新田干拓地の産土神として岡山藩主池田綱政の命により建立された。建立当初は岡山市福島にあったが、同年9月に岡山市沖元宮地に移転した。しかし、土地が低く冠水するなどの問題があったため、宝永6年（1709年）現在の地に移転した。
明治初年、郷社となる。大正12年（1923年）県社に列した。

## 境内社

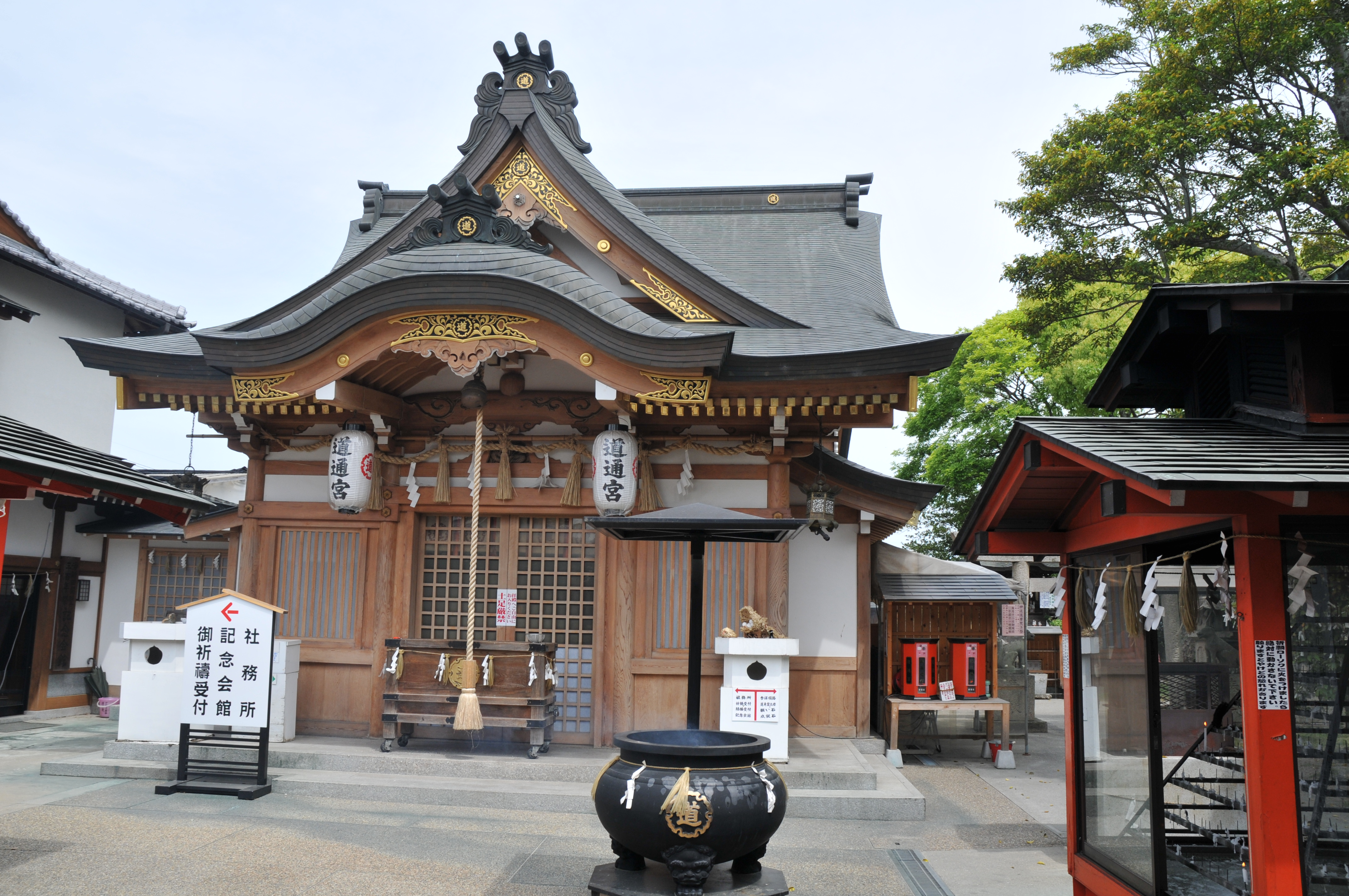
道通宮

### 道通宮
道通宮（どうつうぐう）は、沖田神社の境内にある末社である。祭神は猿田彦命。

#### 歴史
天正10年（1582年）高松城水攻めの際、城主清水宗治の次男・長九朗がかねてより信奉していた道通宮の使いの白蛇に導かれて浅口郡西大島御滝山（現在の笠岡市西大島）に逃れた。これにより、この地に道通宮を祀った。
その後、子孫が沖新田に移り、寛政12年（1800年）に道通宮を沖田神社境内に遷宮し、沖田神社の末社に加えられた。

## 現地情報
所在地
- 岡山県岡山市中区沖元411

交通アクセス
- 最寄バス停：両備バス沖元・津田 西大寺行き、バス停「沖元」下車後徒歩約3分